# 角分辨率
一個光學儀器的角分辨度（英文：angular resolution），指儀器能夠分辨遠處兩件細小物件下，它們所形成的最小夾角。角分辨度是光學儀器解像能力的量度，角分辨度愈小，解像能力愈高。角分辨度常以瑞利判據（英文：Rayleigh criterion）作為標準，最早由物理學家瑞利於1879年提出。
對於單縫繞射的情況，瑞利判據給出的條件是：
{\displaystyle \theta _{\mathrm {min} }={\frac {\lambda }{a}}} ；
對於圓孔繞射的情況，瑞利判據給出的條件是：
{\displaystyle \theta _{\mathrm {min} }={\frac {1.220\lambda }{a}}} ，
其中 λ 是光線的波長，a 是光學儀器孔隙的闊度。

## 解像能力與角分辨度

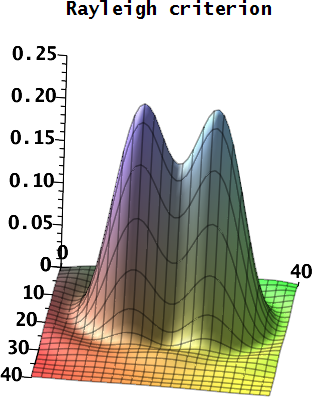
瑞利判據：兩個相等強度的點光源，其中一個的中央極大值，剛好落在另一個的第一極小值。

解像能力，是一個光學儀器，比如望遠鏡、照相機、甚至肉眼，分辨遠處兩件細小物件的能力。當兩個物件的光線，通過光學儀器的孔隙，則會發生繞射，形成艾里斑，因而互相重疊。當兩件物件相距太近，影像重疊太多，兩個影像便無法分辨。角分辨度 θmin，就是當兩件物件剛好能夠分辨時，它們與孔隙所形成的夾角。
兩個影像能否分辨，常以瑞利判據作為標準：兩個相等強度的點光源，其中一個的中央極大值，剛好落在另一個的第一極小值，則稱它們剛好能夠分辨。若它們的距離再遠一點，就是能夠分辨；再近一點，則無法分辨。
兩件物件間的實際距離，稱為空間分辨度 s。設物件和孔隙的距離為 r。當角分辨度足夠小，運用小角度近似 sin θ ≈ θ ，以及弧度定義 {\displaystyle \theta ={\frac {s}{r}}} ，可知空間分辨度為
{\displaystyle s\approx r\theta _{\mathrm {min} }} ，
其中角分辨度 θmin 必須以弧度作單位。其倒數
{\displaystyle R={\frac {1}{\theta _{\mathrm {min} }}}}
又稱為鑑別率（resolving power）。

## 單縫繞射
當波長為 λ 的光線，經過一條闊度為 a 的長形單縫，繞射的光強 I 於角位移 θ 的分佈可寫成：
{\displaystyle I(\theta )=I_{0}\left[{\frac {\sin \left({\frac {\pi a\sin \theta }{\lambda }}\right)}{\frac {\pi a\sin \theta }{\lambda }}}\right]^{2}} 。

設 {\displaystyle I(\theta )=0}，可得第一個零點 θmin 發生在：
{\displaystyle {\frac {\pi a\sin \theta _{\mathrm {min} }}{\lambda }}=\pi } 。
經簡化後，得 {\displaystyle \sin \theta _{\mathrm {min} }={\frac {\lambda }{a}}}。

由於 θmin 一般很小，運用小角度近似 sin θ ≈ θ ，得到單縫繞射的瑞利判據是：
{\displaystyle \theta _{\mathrm {min} }={\frac {\lambda }{a}}} ，
其中 θmin 以弧度作單位。

若物件和單縫的距離為 r ，則知空間分辨度 s 為
{\displaystyle s={\frac {\lambda r}{a}}} 。

從上面可見，單縫繞射的角分辨度與光線波長成正比，與單縫闊度成反比。

## 圓孔繞射
當波長為 λ 的光線，經過一條直徑為 a 的圓孔，繞射的光強 I 於角位移 θ 的分佈可寫成：
{\displaystyle I(\theta )=I_{0}\left[{\frac {2\operatorname {J_{1}} \left({\frac {\pi a\sin \theta }{\lambda }}\right)}{\frac {\pi a\sin \theta }{\lambda }}}\right]^{2}} ，
其中 {\displaystyle \operatorname {J_{1}} (x)} 是贝塞尔函数。

設 {\displaystyle I(\theta )=0}，可得第一個零點 θmin 發生在：
{\displaystyle {\frac {\pi a\sin \theta _{\mathrm {min} }}{\lambda }}=3.8317} 。
經簡化後，得 {\displaystyle \sin \theta _{\mathrm {min} }={\frac {1.220\lambda }{a}}}。

由於 θmin 一般很小，運用小角度近似 sin θ ≈ θ ，得到圓孔繞射的瑞利判據是：
{\displaystyle \theta _{\mathrm {min} }={\frac {1.220\lambda }{a}}} ，
其中 θmin 以弧度作單位。

若物件和圓孔的距離為 r ，則知空間分辨度 s 為
{\displaystyle s={\frac {1.220\lambda r}{a}}} 。

從上面可見，圓孔繞射的角分辨度與光線波長成正比，與圓孔直徑成反比。

## 視力
一般人的虹膜直徑約為 5 mm，肉眼對波長約 555 nm 的光最敏感，代入瑞利判據可以得：
{\displaystyle \theta _{\mathrm {min} }={\frac {(1.220)(555\times 10^{-9})}{5\times 10^{-3}}}=0.000135\;\mathrm {rad} }
在眼科醫生或配眼鏡時所用的斯內倫視力表，一般正常的肉眼視力，至少應在 6 m 的距離看到 8.8 mm 的圖像。
{\displaystyle \theta \approx {\frac {8.8\times 10^{-3}}{6}}=0.00147\;\mathrm {rad} }
根據研究，大部分人的肉眼，角分辨度的極限是 0.0005 rad。在最理想的條件下，甚至可達 0.0002 rad。由此可見，人類肉眼的分辨極限，相當接近瑞利判據。